# Brett Cooper (journaliste)
 (février 2025).
La mise en forme du texte ne suit pas les recommandations de Wikipédia : il faut le « wikifier ».
Les points d'amélioration suivants sont les cas les plus fréquents. Le détail des points à revoir est peut-être précisé sur la page de discussion.
- Les titres sont pré-formatés par le logiciel. Ils ne sont ni en capitales, ni en gras.
- Le texte ne doit pas être écrit en capitales (les noms de famille non plus), ni en gras, ni en italique, ni en « petit »…
- Le gras n'est utilisé que pour surligner le titre de l'article dans l'introduction, une seule fois.
- L'italique est rarement utilisé : mots en langue étrangère, titres d'œuvres, noms de bateaux, etc.
- Les citations ne sont pas en italique mais en corps de texte normal. Elles sont entourées par des guillemets français : « et ».
- Les listes à puces sont à éviter, des paragraphes rédigés étant largement préférés. Les tableaux sont à réserver à la présentation de données structurées (résultats, etc.).
- Les appels de note de bas de page (petits chiffres en exposant, introduits par l'outil «  Source ») sont à placer entre la fin de phrase et le point final[comme ça].
- Les liens internes (vers d'autres articles de Wikipédia) sont à choisir avec parcimonie. Créez des liens vers des articles approfondissant le sujet. Les termes génériques sans rapport avec le sujet sont à éviter, ainsi que les répétitions de liens vers un même terme.
- Les liens externes sont à placer uniquement dans une section « Liens externes », à la fin de l'article. Ces liens sont à choisir avec parcimonie suivant les règles définies. Si un lien sert de source à l'article, son insertion dans le texte est à faire par les notes de bas de page.
- La présentation des références doit suivre les conventions bibliographiques. Il est recommandé d'utiliser les modèles {{Ouvrage}}, {{Chapitre}}, {{Article}}, {{Lien web}} et/ou {{Bibliographie}}. Le mode d'édition visuel peut mettre en forme automatiquement les références.
- Insérer une infobox (cadre d'informations à droite) n'est pas obligatoire pour parachever la mise en page.

Pour une aide détaillée, merci de consulter Aide:Wikification.
Si vous pensez que ces points ont été résolus, vous pouvez retirer ce bandeau et améliorer la mise en forme d'un autre article.
Brett Tombul (née Cooper le 12 octobre 2001) est une journaliste conservatrice, influenceuse et actrice américaine. Elle a présenté The Comments Section with Brett Cooper sur YouTube, chaîne appartenant au média conservateur le Daily Wire, de mars 2022 à decembre 2024. En janvier 2025, elle lance sur YouTube et Spotify The Brett Cooper Show, qu'elle gère de manière indépendante et dont les vidéos sont publiées sur sa propre chaîne YouTube.

## Biographie
Brett Cooper est née le 12 octobre 2001 à Bellingham dans l'état de Washington,. Elle descend d'une famille d'origine néerlandaise. Elle a grandi à Chattanooga dans le Tennessee. En 2007, un de ses deux grands frères jumeaux est mort d'une crise cardiaque lors d'un entrainement d'aviron organisé par son école. A l'âge de dix ans, elle déménage à Los Angeles en Californie, où elle commence une carrière dans l'industrie du divertissement à Hollywood,.
Brett Cooper a été scolarisé à domicile pendant une grande partie de sa jeunesse. Elle s'émancipe à quinze ans, en raison du divorce de ses parents ainsi que de la toxicomanie et de la schizophrénie de son grand frère. Elle a embauché son propre avocat et a travaillé chez Trader Joe's,. Elle fait ensuite des études à l'université de Californie à Los Angeles, où elle obtient un diplôme spécialisé en littérature anglophone. Elle possède également une mineure en commerce de la Haas School of Business de l'université de Californie à Berkeley.

## Carrière

### Ses débuts (2012–2022)
Pendant près de dix ans, Brett Cooper a travaillé dans le divertissement. Elle a joué dans des films et des séries télévisées.
Quand elle était actrice, Brett Cooper a joué dans trois films et cinq séries télévisées avant de signer chez le Daily Wire. Quelques années après, elle a fait une vidéo réaction à ses anciennes scènes, cette vidéo fait sept minutes, elle est publiée sur YouTube sous le titre "Brett Cooper REACTS to Brett Cooper…?" ("Brett Cooper RÉAGIT à Brett Cooper...?").
Brett Cooper a écrit pour la Foundation for Economic Education, un groupe de réflexion économique conservateur et libertarien. Elle a aussi été ambassadeur chez l'université Prager, un groupe de défense conservateur et chez l'association de Charlie Kirk : Turning Point USA.

### The Comments Section with Brett Cooper(2022–2024)
En janvier 2022, Brett Cooper signe chez le Daily Wire, un média conservateur pour lancer un nouveau podcast ayant pour titre The Comments Section with Brett Cooper (L'espace commentaire avec Brett Cooper). Pour le magazine britannique The Week, la chaîne YouTube de Brett Cooper "vise a attirer un public de la génération Z [(jeunes nés entre 1997 et 2012)] sur TikTok et YouTube". La journaliste Rachel Leishman écrit en octobre 2023 dans The Mary Sue que "La bande-annonce de la chaîne suggère qu'elle lit des commentaires et relève ce que les 'gauchistes' disent ou qu'elle s'insurge contre l'idéologie libérale, mais en réalité, elle ne fait que prendre un sujet de conversation et partager ses opinions".
En octobre 2023, le CEO du Daily Wire, Jeremy Boreing, a annoncé que Bentkey (la nouvelle plateforme de streaming pour enfant du Daily Wire) va lancer film en live-action titré Snow White and the Evil Queen (Blanche-Neige et la méchante reine), dans lequel Brett Cooper devait jouer le rôle de Blanche-Neige. Une bande-annonce a aussi été diffusé dans le même temps.
Le 26 octobre 2024, la productrice de Brett Cooper, Reagan Conrad, commence à prendre occasionnellement la place de Brett Cooper et à présenter des vidéos sur sa chaîne YouTube. Par la suite, Conrad apparaît de plus en plus souvent dans les épisodes de The Comment Section avant de devenir définitivement la nouvelle présentatrice de la chaîne.
Le 10 décembre 2024, Brett Cooper quitte le Daily Wire. Elle déclare que ce départ s'est fait d'un commun accord avec le Daily Wire.

### L'après Daily Wire (2024–aujourd'hui)

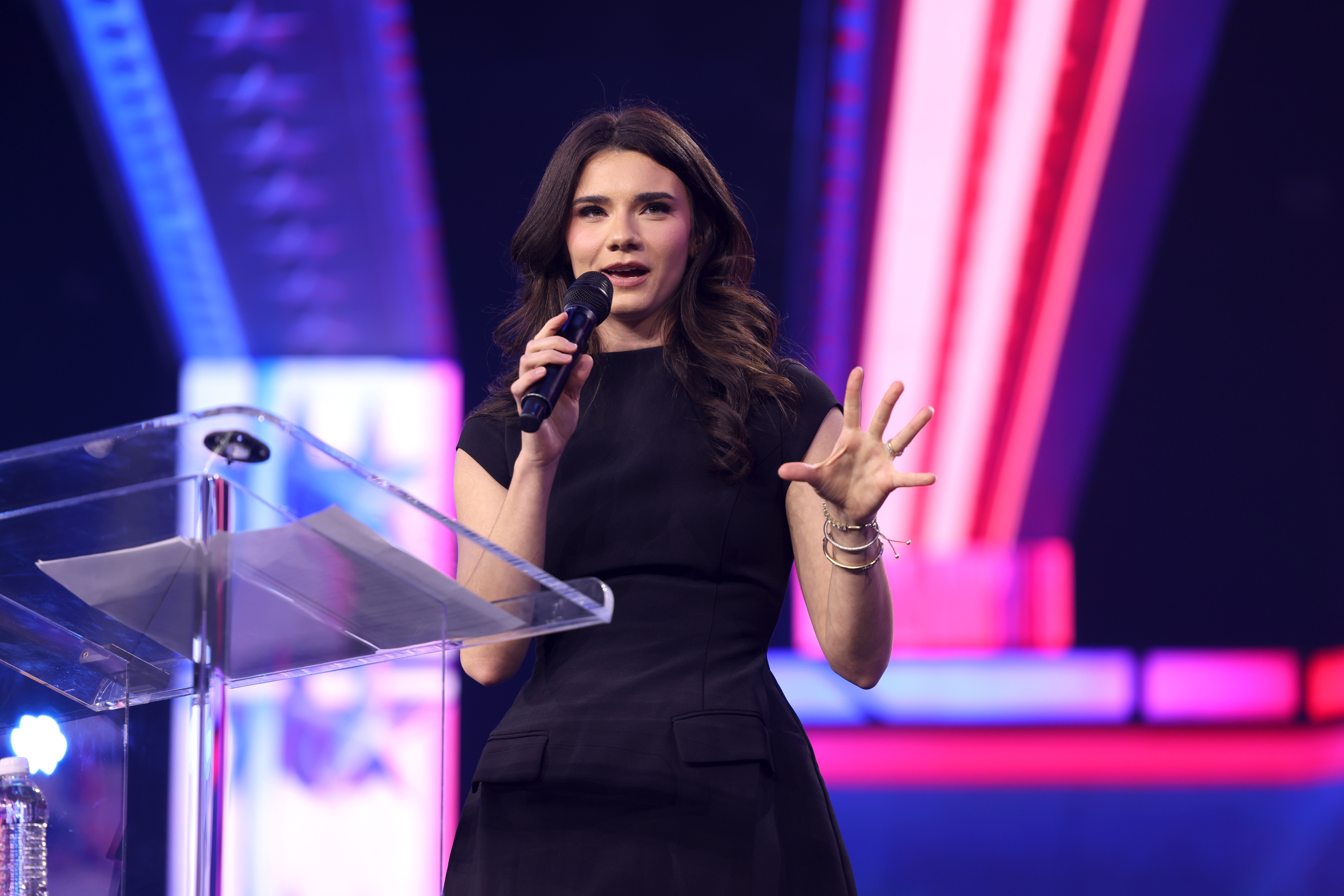
Brett Cooper en plein discours à l'AmericaFest (un évènement conservateur annuel organisé par Turning Point USA) en 2024 à la Phoenix Convention Center à Phoenix en Arizona.

Après son départ, elle partage sa nouvelle chaîne YouTube à ses abonnés via le lien @bbrettcooper. La chaîne a gagné près de 600 000 abonnés en un mois seulement.
Quelques semaines après son départ du Daily Wire, Brett Cooper a fait un discours à l'America Fest, une conférence annuelle organisée par Turning Point USA à Phoenix en Arizona. Dans son discours, elle remercie les fans et le public pour leur soutien à sa carrière. Elle a organisé ensuite une rencontre avec ses fans.
Le 27 janvier 2025, Brett Cooper a publié sa première vidéo sur sa nouvelle chaîne; une bande-annonce pour sa nouvelle émission, The Brett Cooper Show (l'émission de Brett Cooper). Le premier épisode de la chaîne est diffusé le 30 janvier.

## Vie privée
Depuis octobre 2023, Brett Cooper est fiancée à Alex Tombul, le fondateur d'une agence de communication. Ils se sont mariés en avril 2024 en Hongrie,. En 2025, le couple vit dans une ferme près de Nashville, dans le Tennessee. En novembre 2024, elle déclare avoir voté pour Donald Trump lors de l'élection présidentielle américaine de 2024.

## Filmographie

### Films
2012 : Le Choc des générations (Parental Guidance) d'Andy Fickman : Speech Student (non crédité)
2017 : Bobbi & Gill de Zach Laliberte : Bobbi Gareth
2023 : Lady Ballers par le Daily Wire : Stacey Santiago O'Brien
Prochainement
2025 : Snow White and the Evil Queen par le Daily Wire : Blanche-Neige (En production),
500 Fireflies de Lysandra Petersson : June (Postproduction)

### Séries Télévisées
2016 : Normal Street (Gortimer Gibbon's Life on Normal Street) de David Anaxagoras : Jessica (2 épisodes)
2017 : Shots Fired de Gina Prince-Bythewood : Tess Breeland (4 épisodes)
2018 : Heathers de Jason Micallef : Briana Parker / "Trailer Parker" (8 épisodes)
2023 : Chip Chilla d'Eric Branscum et Ethan Nicolle : voix d'Ellen Squirrel (saison 1, épisode 9)
2024 : Mr. Birchum d'Adam Carolla : voie de Jeanie Birchum
2025 : Le Cycle de Pendragon (The Pendragon Cycle) de Jeremy Boreign : Ganieda (postprodution)